# Chirurgia endokrynologiczna

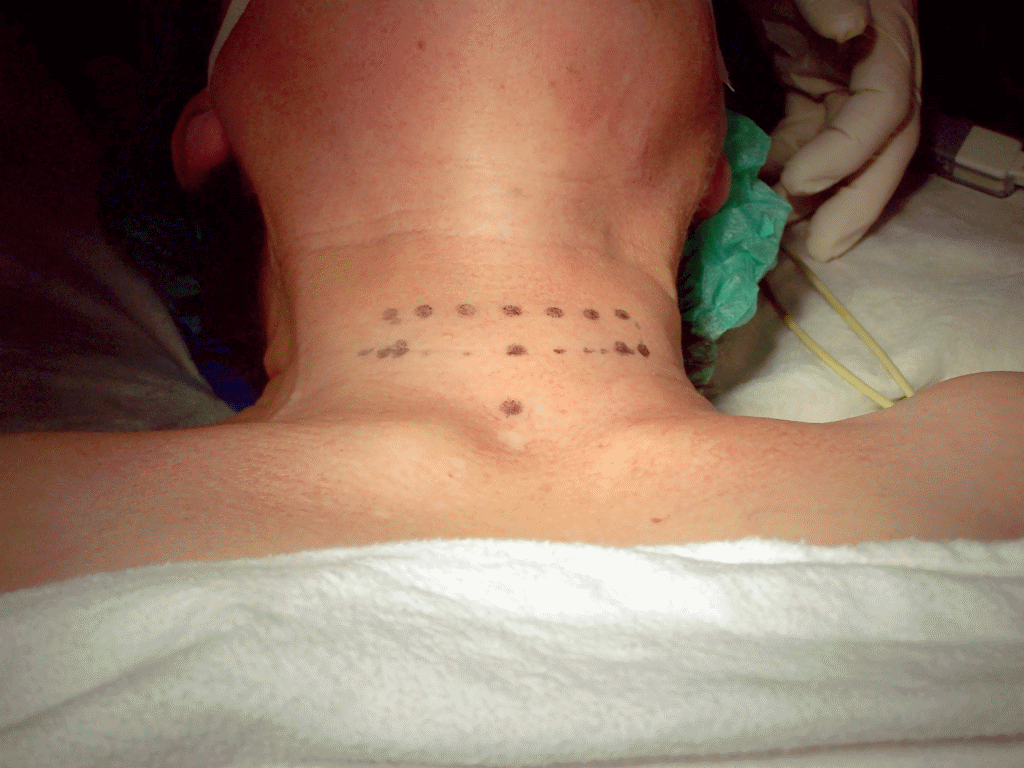
Linie cięcia chirurgicznego w zabiegach na tarczycy

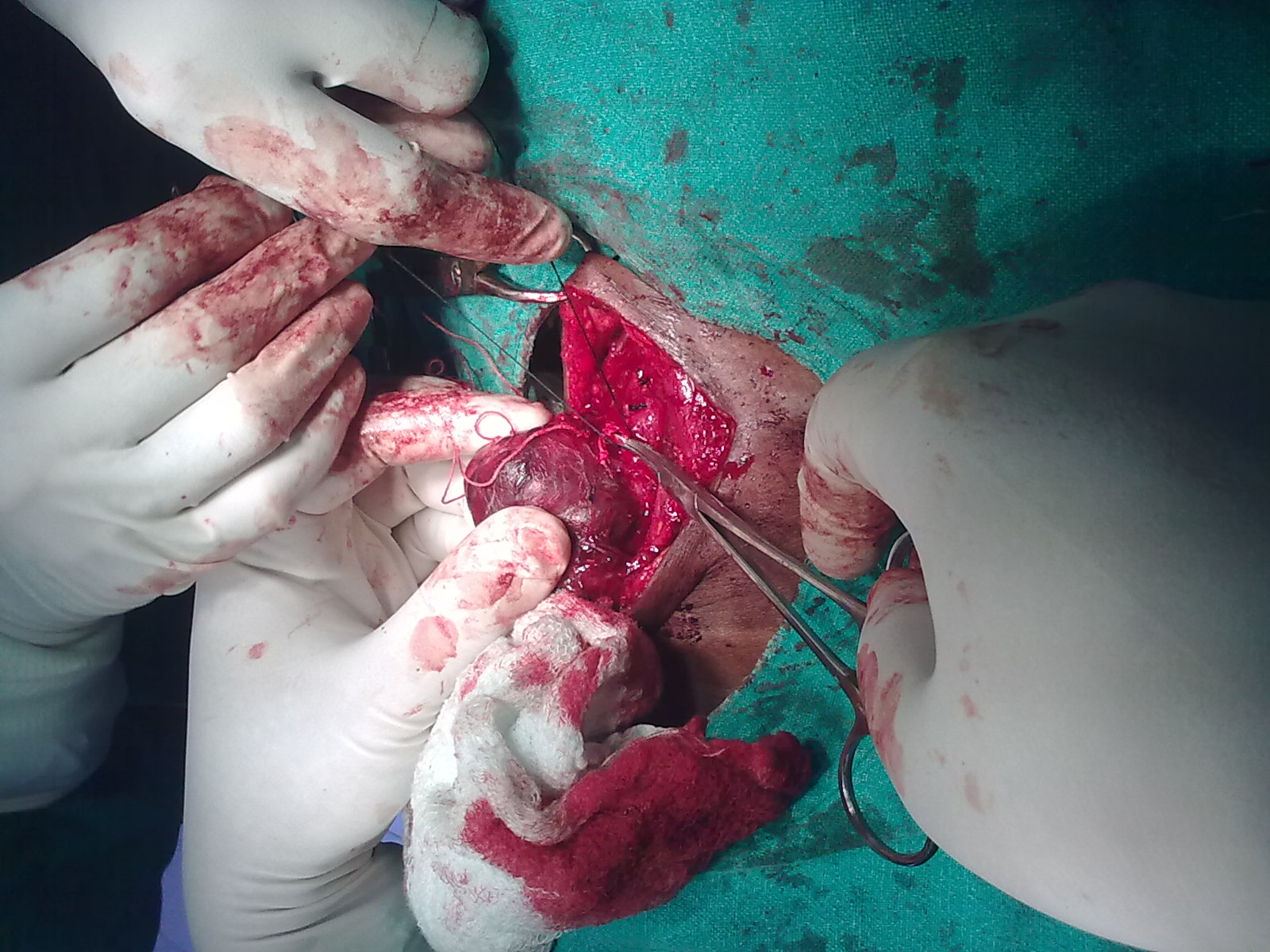
Strumektomia (usunięcie tarczycy)

Chirurgia endokrynologiczna – dziedzina medycyny wchodząca w zakres chirurgii.
Zajmuje się leczeniem operacyjnym gruczołów dokrewnych, takich jak: tarczyca, przytarczyce, nadnercza, wewnątrzwydzielnicza część trzustki. 
Operacje na niektórych narządach wydzielania wewnętrznego należą do przedstawicieli innych dziedzin medycznych: podwzgórzem i przysadką zazwyczaj zajmują się neurochirurdzy, jajnikami - ginekolodzy, a jądrami - urolodzy.
Do schorzeń leczonych w ramach chirurgii endokrynologicznej należą między innymi: wole guzowate, nowotwory tarczycy, mnoga gruczolakowatość wewnątrzwydzielnicza typu 1 (MEN1) i typu 2 (MEN2), guzy neuroendokrynne przewodu pokarmowego, guz gastrynowy, glukagonoma, guz chromochłonny (pheochromocytoma), wyspiak (insulinoma), zespół Vernera-Morrisona (VIPoma), i inne.

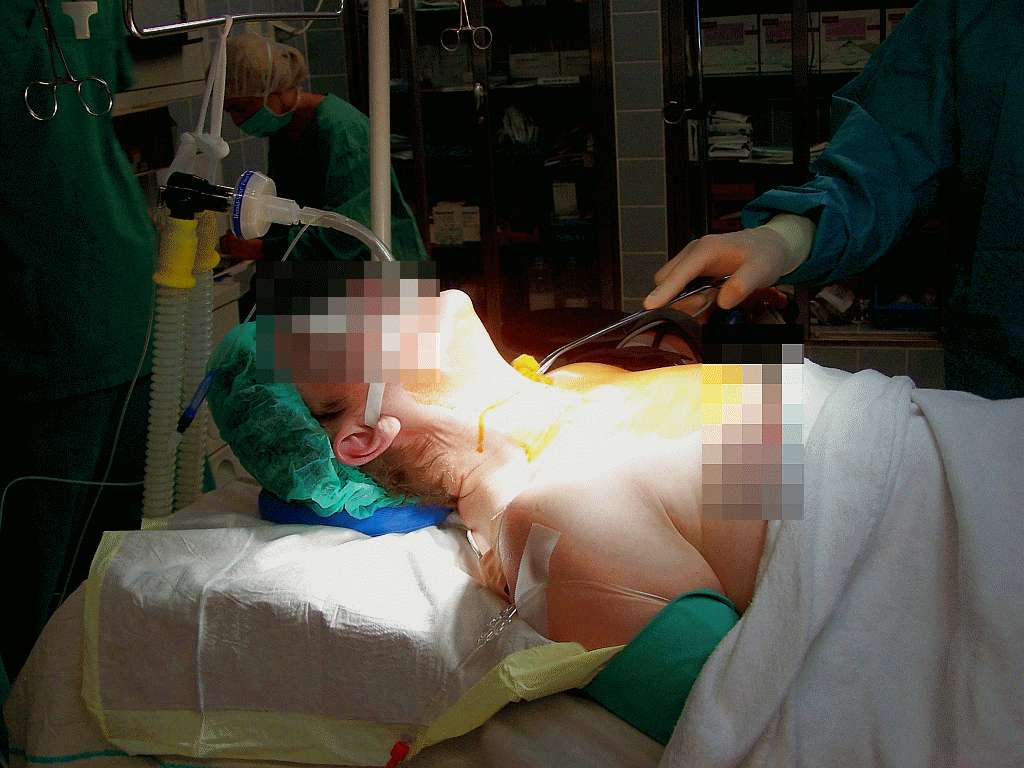
Ułożenie do zabiegu operacyjnego tarczycy

Przeczytaj ostrzeżenie dotyczące informacji medycznych i pokrewnych zamieszczonych w Wikipedii.